# Vespa dentata
Vespa dentata är en getingart som beskrevs av Olivier 1792. Vespa dentata ingår i släktet bålgetingar, och familjen getingar. Inga underarter finns listade i Catalogue of Life.